# Malbaza
Malbaza ist eine Landgemeinde und der Hauptort des gleichnamigen Departements Malbaza in Niger.

## Geographie

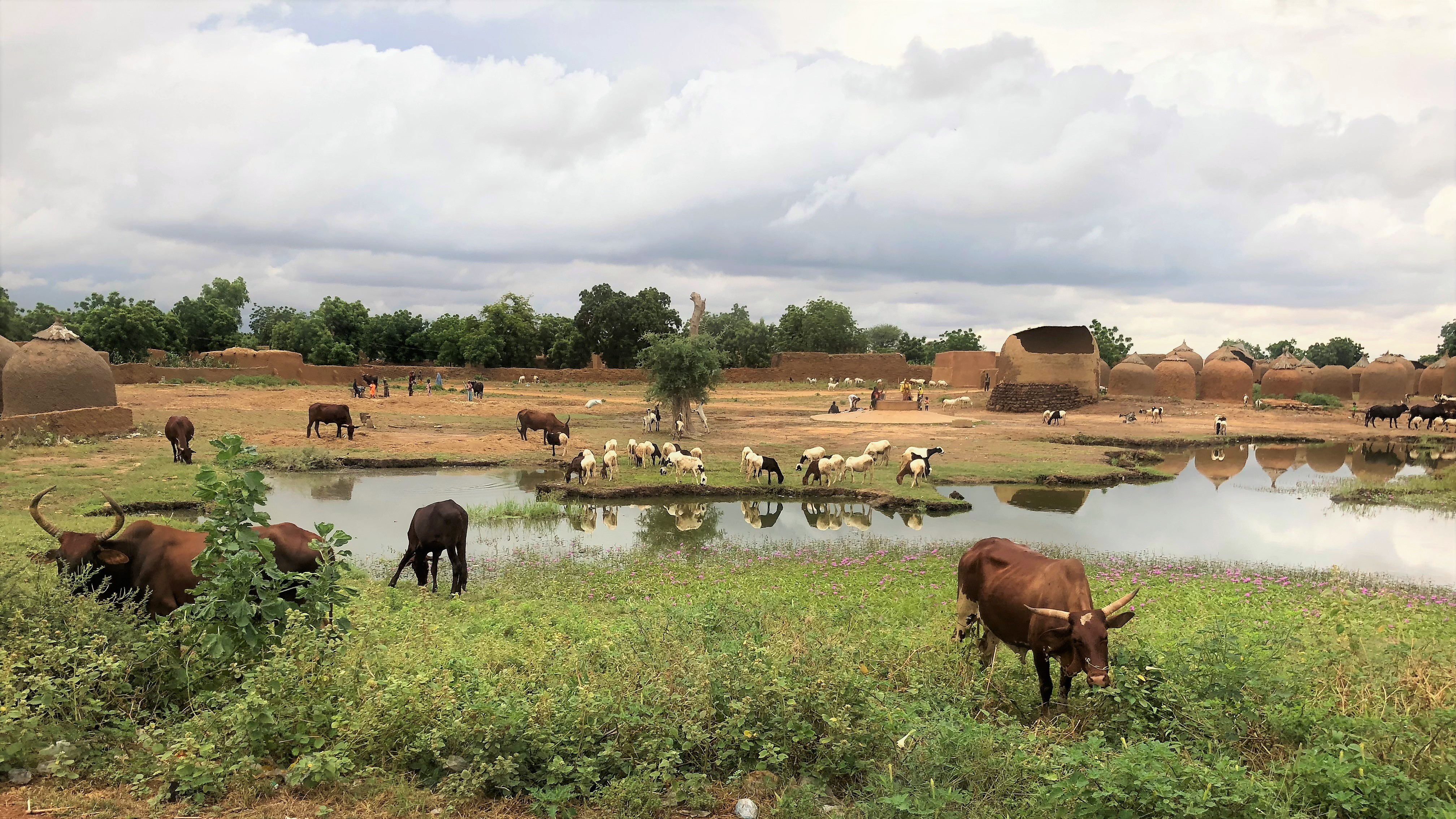
Blick auf das Dorf Salewa in der Gemeinde Malbaza (2019)

Malbaza liegt am Übergang der Großlandschaft Sudan zur Sahelzone. Die Nachbargemeinden sind Tajaé im Nordwesten, Badaguichiri im Nordosten, Doguérawa im Osten und Tsernaoua im Süden.
Malbaza besteht aus einem urbanen und einem ländlichen Gemeindegebiet. Das urbane Gemeindegebiet, der auf einer Höhe von 321 m gelegene gleichnamige Hauptort Malbaza, ist in neun Stadtviertel gegliedert. Diese heißen Cité SNC, Malbaza, Malbaza Karré, Quartier Ango, Quartier Manzo, Sabon Carré 1, Satouraoua, Tounga Gollé und Wadata. Bei den Siedlungen im ländlichen Gemeindegebiet handelt es sich um 43 Dörfer und 78 Weiler. Zu den nach Einwohnern größten Dörfern zählen Guidan Ider und Tchouroutt.
Durch die Landgemeinde verläuft das Trockental Maggia. Im Hauptort wurden die Vogelarten Senegalracke (Coracias abyssinicus), Grünschwanz-Glanzstar (Lamprotornis chalybaeus) und Graubürzel-Singhabicht (Melierax metabates) beobachtet. Es wurden folgende Schlangenarten gesichtet: Atractaspis watsoni, Weißbauch-Sandrasselotter (Echis leucogaster), Psammophis praeornatus, Gestreifte Sandrennnatter (Psammophis sibilans) und Telescopus tripolitanus.

## Geschichte

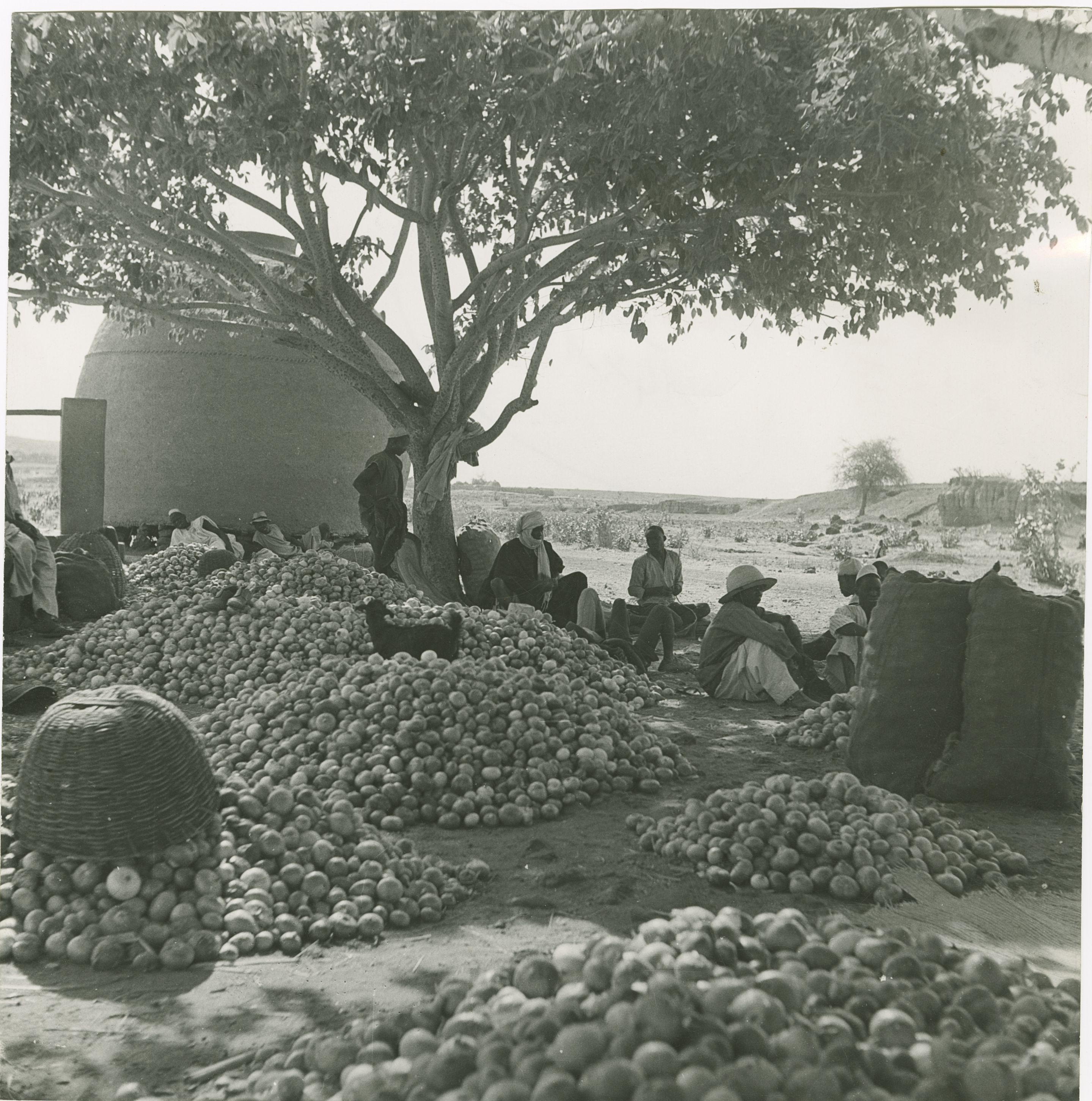
Zwiebeln auf dem Markt von Malbaza (1961)

In den 1920er Jahren galt die durch Malbaza führende und 1375 Kilometer lange Piste von Niamey nach N’Guigmi als einer der Hauptverkehrswege in der damaligen französischen Kolonie Niger. Sie war in der Trockenzeit bis Guidimouni und wieder ab Maïné-Soroa von Automobilen befahrbar.
Die Landgemeinde Malbaza ging als Verwaltungseinheit 2002 im Zuge einer landesweiten Verwaltungsreform aus dem westlichen Teil des Kantons Doguérawa hervor. Seit 2011 gehört die Landgemeinde nicht mehr zum Departement Birni-N’Konni, sondern zum neugeschaffenen Departement Malbaza.
Nachdem es 2015 zu einer Meningitis-Epidemie mit landesweit 358 Todesfällen gekommen war, wurden im Folgejahr Tausende Menschen gegen die Krankheit geimpft, wobei Malbaza mit knapp 13.000 Impfungen neben Gounfara, Koutoukalé und Niamey eines der Zentren der Aktion des Gesundheitsministeriums war.

## Bevölkerung
Bei der Volkszählung 2012 hatte die Landgemeinde 114.432 Einwohner, die in 18.215 Haushalten lebten. Bei der Volkszählung 2001 betrug die Einwohnerzahl 74.076 in 12.486 Haushalten.
Im Hauptort lebten bei der Volkszählung 2012 9392 Einwohner in 1557 Haushalten, bei der Volkszählung 2001 7507 in 1265 Haushalten und bei der Volkszählung 1988 2575 in 459 Haushalten. Bei der Volkszählung 1977 waren es 3858 Einwohner.
In ethnischer Hinsicht ist die Gemeinde ein Siedlungsgebiet von Adarawa, Gobirawa, Azna, Tuareg und Fulbe.

## Politik
Der Gemeinderat (conseil municipal) hat 25 Mitglieder. Mit den Kommunalwahlen 2020 sind die Sitze im Gemeinderat wie folgt verteilt: 16 PNDS-Tarayya, 7 ADR-Mahita, 1 MPR-Jamhuriya und 1 PJP-Génération Doubara.
Traditionelle Ortsvorsteher (chefs traditionnels) stehen an der Spitze von 41 Dörfern in der Gemeinde.

## Kultur und Sehenswürdigkeiten

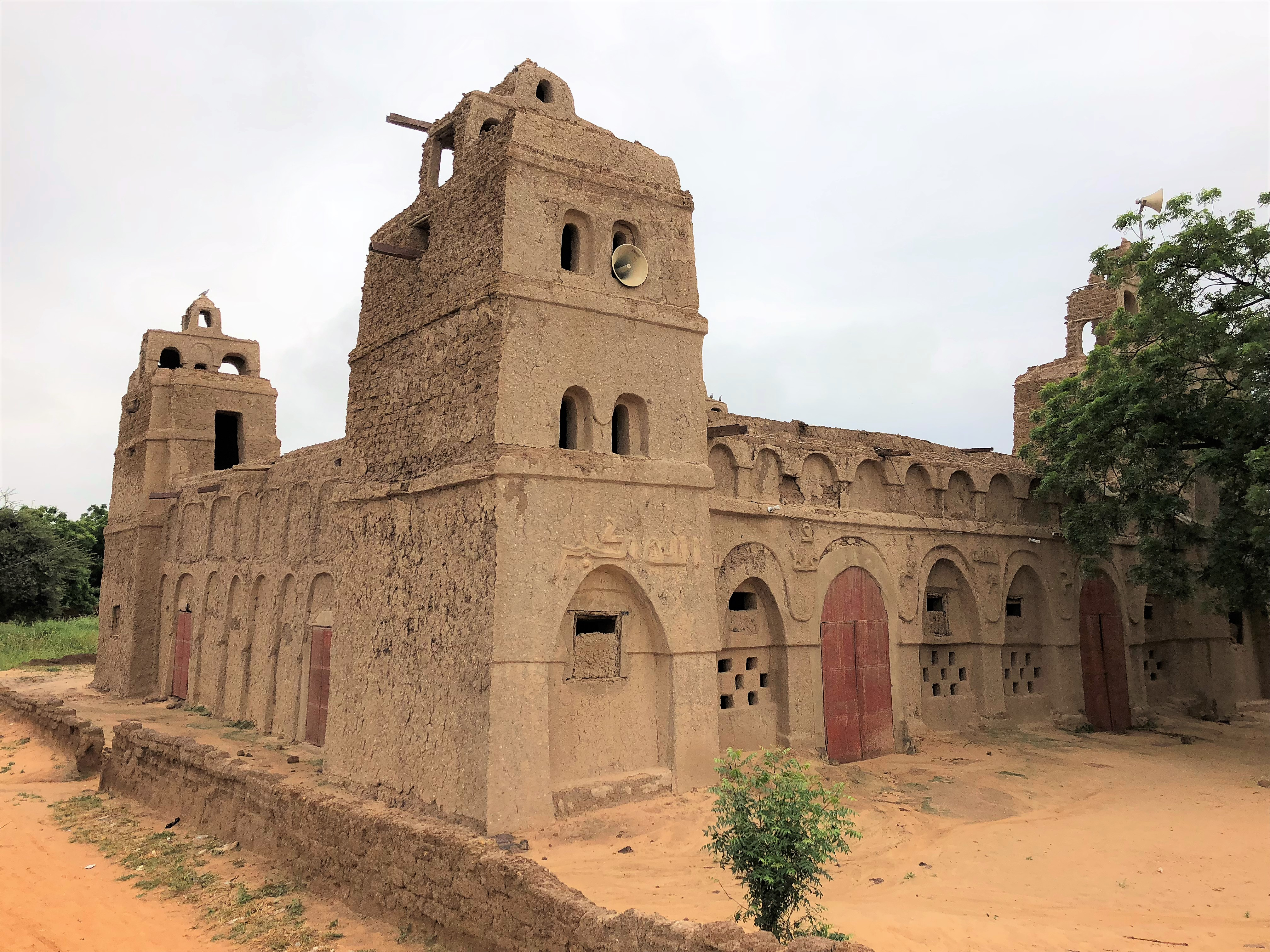
Große Moschee von Salewa (2019)

Die Große Moschee von Salewa ist eine 1989 erbaute Freitagsmoschee im Dorf Salewa im Gemeindegebiet von Malbaza. Der Architekt des Bauwerks war der 2002 verstorbene Falké Barmou, ein Autodidakt. Der Baumeister war Elhadj Habou, mit dem Falké Barmou auch bei anderen Bauprojekten zusammenarbeitete. Die Große Moschee von Salewa ist neben der Großen Moschee von Yama in Badaguichiri eine von zwei Moscheen, die im 2006 der UNESCO vorgelegten Vorschlag des nigrischen Kulturministeriums, die Moscheen im Gebiet der Region Tahoua in die Liste des Weltkulturerbes aufzunehmen, namentlich genannt werden.

## Wirtschaft und Infrastruktur
In der Landgemeinde befindet sich ein bedeutendes Zementwerk: Die Société Nigérienne de Cimenterie (SNC) wurde 1963 gegründet und 1998 privatisiert. Das staatliche Versorgungszentrum für landwirtschaftliche Betriebsmittel und Materialien (CAIMA) unterhält eine Verkaufsstelle im Hauptort. Im Dorf Guidan Ider gibt es einen Viehmarkt. Der Markttag ist Dienstag.
Die Gemeinde liegt in jener schmalen Zone entlang der Grenze zu Nigeria, die von Tounouga im Westen bis Malawa im Osten reicht und in der Bewässerungsfeldwirtschaft für Cash Crops betrieben wird. Die klimatologische Messstation im Hauptort liegt auf 319 m Höhe und wurde 1966 in Betrieb genommen.
Gesundheitszentren des Typs Centre de Santé Intégré (CSI) sind im Hauptort sowie in den Siedlungen Guidan Ider, Kaoura Alassane und Tchouroutt vorhanden. Die Gesundheitszentren im Hauptort und in Guidan Ider verfügen jeweils über ein eigenes Labor und eine Entbindungsstation. Allgemein bildende Schulen der Sekundarstufe sind der CEG Malbaza und der CEG Guidan Ider vom Typ Collège d’Enseignement Général (CEG) sowie der CEG FA Malbaza als Collège d’Enseignement Général Franco-Arabe (CEG FA) mit einem Fokus auf die arabische zusätzlich zur französischen Sprache. Beim Collège d’Enseignement Technique de Malbaza (CET Malbaza) handelt es sich um eine technische Fachschule und beim Centre de Formation aux Métiers de Malbaza (CFM Malbaza) um ein Berufsausbildungszentrum.
Durch Malbaza verläuft die Nationalstraße 1, die hier Teil der internationalen Fernstraße Dakar-N’Djamena-Highway ist.

## Persönlichkeiten
- Ahmat Jidoud (* 1980), Wirtschaftswissenschaftler und Politiker, geboren im Dorf Nobi
- Kada Labo (1939–2007), Generaldirektor des Zementwerks in Malbaza, Politiker
- Aliou Mahamidou (1947–1996), Generaldirektor des Zementwerks in Malbaza, von 1990 bis 1991 Premierminister Nigers